# Ordine di Ernesto Augusto
L'Ordine di Ernesto Augusto venne creato il 15 dicembre 1865 dal Re Giorgio V di Hannover per commemorare la figura del padre Ernesto Augusto I. Esso era suddiviso in cinque classi di merito:
- Cavaliere di Gran Croce
- Commendatore di I Classe
- Commendatore di II Classe
- Cavaliere di I Classe
- Cavaliere di II Classe

Esso poteva essere concesso a militari e civili indistintamente.

## Insegne
- La medaglia consisteva in una croce maltese d'oro smaltata di bianco con piccole sfere d'oro sulle otto punte e quattro corone reali agli angoli. Al centro si trovava un medaglione smaltato di rosso con il monogramma di Ernesto Augusto ("EA") e, attorno, si trovava una fascia smaltata di blu con il motto dell'ordine "SUSCIPERE ET FINIRE" in oro. Il retro riportava invece la data di fondazione "XV DEC MDCCCLXV" con le iniziali del Re che aveva concesso l'ordine, ovvero Giorgio V ("G").
- Il nastro dell'ordine era rosso scarlatto con due strisce parallele blu scuro per ciascun lato.